# Tenki no ko (ścieżka dźwiękowa)
Tenki no ko (jap. 天気の子) – album studyjny japońskiego zespołu Radwimps zawierający ścieżkę dźwiękową do filmu o tym samym tytule, wydany w Japonii 19 lipca 2019 nakładem EMI Records.
Album zadebiutował na 2. pozycji w rankingu Oricon i pozostał na liście przez 29 tygodni. Sprzedał się w nakładzie 128 487 egzemplarzy i zdobył status złotej płyty.

## Lista utworów
| CD  | CD                                                                                   | CD          | CD             | CD      |
| Nr  | Tytuł utworu                                                                         | Tekst       | Kompozycja     | Długość |
| --- | ------------------------------------------------------------------------------------ | ----------- | -------------- | ------- |
| 1.  | „«Tenki no ko» no Theme” (jap. 『天気の子』のテーマ)                                 |             | Yōjirō Noda    | 0:41    |
| 2.  | „Yasashi-sa no aji” (jap. 優しさの味)                                                |             | Yōjirō Noda    | 0:48    |
| 3.  | „K&A Hatsu hōmon” (jap. K&A 初訪問)                                                  |             | Yōjirō Noda    | 1:49    |
| 4.  | „Uranai hi-kan e yōkoso” (jap. 占秘館へようこそ)                                     |             | Akira Kuwahara | 0:53    |
| 5.  | „K&A Nyūsha-shiki” (jap. K&A 入社式)                                                 |             | Yōjirō Noda    | 1:03    |
| 6.  | „Kaze-tachi no koe” (jap. 風たちの声) (Movie edit)                                   | Yōjirō Noda | Yōjirō Noda    | 2:37    |
| 7.  | „Yōsai, kyūshutsu” (jap. 陽菜、救出)                                                 |             | Yōjirō Noda    | 1:47    |
| 8.  | „Hare yuku sora” (jap. 晴れゆく空)                                                   |             | Yōjirō Noda    | 2:13    |
| 9.  | „Sora no umi” (jap. 空の海)                                                          |             | Yōjirō Noda    | 0:59    |
| 10. | „Otaku hōmon” (jap. 御宅訪問)                                                        |             | Yōjirō Noda    | 3:42    |
| 11. | „Hatsu no hare on'na baito” (jap. 初の晴れ女バイト)                                  |             | Yōjirō Noda    | 1:19    |
| 12. | „Shukusai” (jap. 祝祭) (Movie edit) (feat. Tōko Miura)                               | Yōjirō Noda | Yōjirō Noda    | 2:36    |
| 13. | „Hanabi taikai” (jap. 花火大会)                                                      |             | Yōjirō Noda    | 3:04    |
| 14. | „Kishō jinja” (jap. 気象神社)                                                        |             | Yūsuke Takeda  | 2:40    |
| 15. | „Shibakōen” (jap. 芝公園)                                                            |             | Yōjirō Noda    | 3:11    |
| 16. | „Futatsu no kokuhaku” (jap. 二つの告白)                                              |             | Yōjirō Noda    | 1:36    |
| 17. | „Shuto kiki” (jap. 首都危機)                                                         |             | Yōjirō Noda    | 1:37    |
| 18. | „Manatsu no yuki” (jap. 真夏の雪)                                                    |             | Yōjirō Noda    | 1:18    |
| 19. | „Tenki no chikara” (jap. 天気の力)                                                   |             | Yōjirō Noda    | 1:22    |
| 20. | „Kazoku no jikan” (jap. 家族の時間)                                                  |             | Yōjirō Noda    | 2:33    |
| 21. | „Kie yuku yōsai” (jap. 消えゆく陽菜)                                                 |             | Yōjirō Noda    | 1:08    |
| 22. | „Eien no kumonoue” (jap. 永遠の雲の上)                                               |             | Yōjirō Noda    | 0:52    |
| 23. | „Seiten to sōshitsu” (jap. 晴天と喪失)                                               |             | Yōjirō Noda    | 2:45    |
| 24. | „Hodaka, tōsō ~ kodomodachi no kakusaku” (jap. 帆高、逃走～子供達の画策)             |             | Yōjirō Noda    | 3:01    |
| 25. | „Bike Chase” (jap. バイクチェイス)                                                   |             | Yōjirō Noda    | 0:59    |
| 26. | „Yōsai to, hashiru hodaka” (jap. 陽菜と、走る帆高)                                   |             | Yōjirō Noda    | 2:23    |
| 27. | „Ai ni dekiru koto wa mada aru kai” (jap. 愛にできることはまだあるかい) (Movie edit) | Yōjirō Noda | Yōjirō Noda    | 2:30    |
| 28. | „Grand Escape” (jap. グランドエスケープ) (Movie edit) (feat. Tōko Miura)             | Yōjirō Noda | Yōjirō Noda    | 3:08    |
| 29. | „Futatabi no, ame” (jap. ふたたびの、雨)                                             |             | Yōjirō Noda    | 0:44    |
| 30. | „Daijōbu” (jap. 大丈夫) (Movie edit)                                                 | Yōjirō Noda | Yōjirō Noda    | 4:18    |
| 31. | „Ai ni dekiru koto wa mada aru kai” (jap. 愛にできることはまだあるかい)              | Yōjirō Noda | Yōjirō Noda    | 6:54    |

## Notowania
| Lista                            | Pozycja | Źródło |
| -------------------------------- | ------- | ------ |
| Oricon Weekly Album Chart        | 2.      | [ 1 ]  |
| Billboard Japan Hot Albums       | 1.      | [ 4 ]  |
| Billboard Japan Top Albums Sales | 1.      | [ 5 ]  |

## Nagrody
| Rok  | Ceremonia                                | Kategoria                    | Rezultat | Źródło |
| ---- | ---------------------------------------- | ---------------------------- | -------- | ------ |
| 2019 | 74. Nagrody filmowe Mainichi             | Wybitne osiągnięcie w muzyce | Wygrana  | [ 6 ]  |
| 2020 | 34. Japan Gold Disc Award                | Animation Album of the Year  | Wygrana  | [ 7 ]  |
| 2020 | 43. Nagroda Japońskiej Akademii Filmowej | Wybitne osiągnięcie w muzyce | Wygrana  | [ 8 ]  |
| 2020 | 24. Space Shower Music Awards            | Najlepsza ścieżka dźwiękowa  | Wygrana  | [ 9 ]  |